# 控制船舶有害防污底系统国际公约
控制船舶有害防污底系统国际公约（英語：International Convention on the Control of Harmful Anti-fouling Systems on Ships）是2001年国际海事组织制订的国际公约。公约订于英国伦敦，于2008年9月17日生效，保存人是国际海事组织秘书长。

## 背景
各缔约国注意到船舶使用的某些防污底系统对生态上和经济上重要的海洋生物造成重大毒性危害和其他长期影响，并且人体健康亦可能会因消费前者而受到损害；认识到保护海洋环境和人类健康不受防污底系统不利影响的重要性，认识到使用防污底系统防止船舶表面生物积聚对有效的贸易、航运和阻止有害水生物和病原体扩散的极端重要性，认识到继续研制有效和对环境安全的防污底系统以及促进以较少有害系统或最好是无害系统代替有害系统的必要性，制订公约各条款。

## 内容
公约规定当事国应充分全面实施其规定，以便减少、消除防污底系统的不利影响。公约对防污底系统的控制措施，废料的控制，科学技术研究监测，信息的交流交换等作了规定。公约还授权国际海事组织海洋环境保护委员会可以设立技术小组。

### 附件
公约的四个附件分别是：
1. 防污底系统的控制措施，规定船舶不得施用起生物杀灭剂作用的有机锡混合物；
2. 初始提案要求的要素；
3. 综合提案要求的要素；
4. 防污底系统检验和发证要求。